# Elektra (komp)
Az Elektra egy 2017 júniusa óta Finnországban, Valódi Finnország régióban, Turkutól délre, a Iso-Nauvo (svédül Storlandet) szigeten fekvő Nauvo (Nagu) és az Ålön szigetén fekvő Parainen (Pargas) között közlekedő hibrid meghajtású komp. A norvég Ampere után ez a világ második villanymotorral hajtott kompja. A hajó az állami Finferries tulajdonában áll és napi 24 órában, télen is üzemel.

## Megépítése
A hajó a lengyel CRIST hajógyárban készült. A villanymotorokat és az akkumulátorokat a Siemens szállította.

## Működése

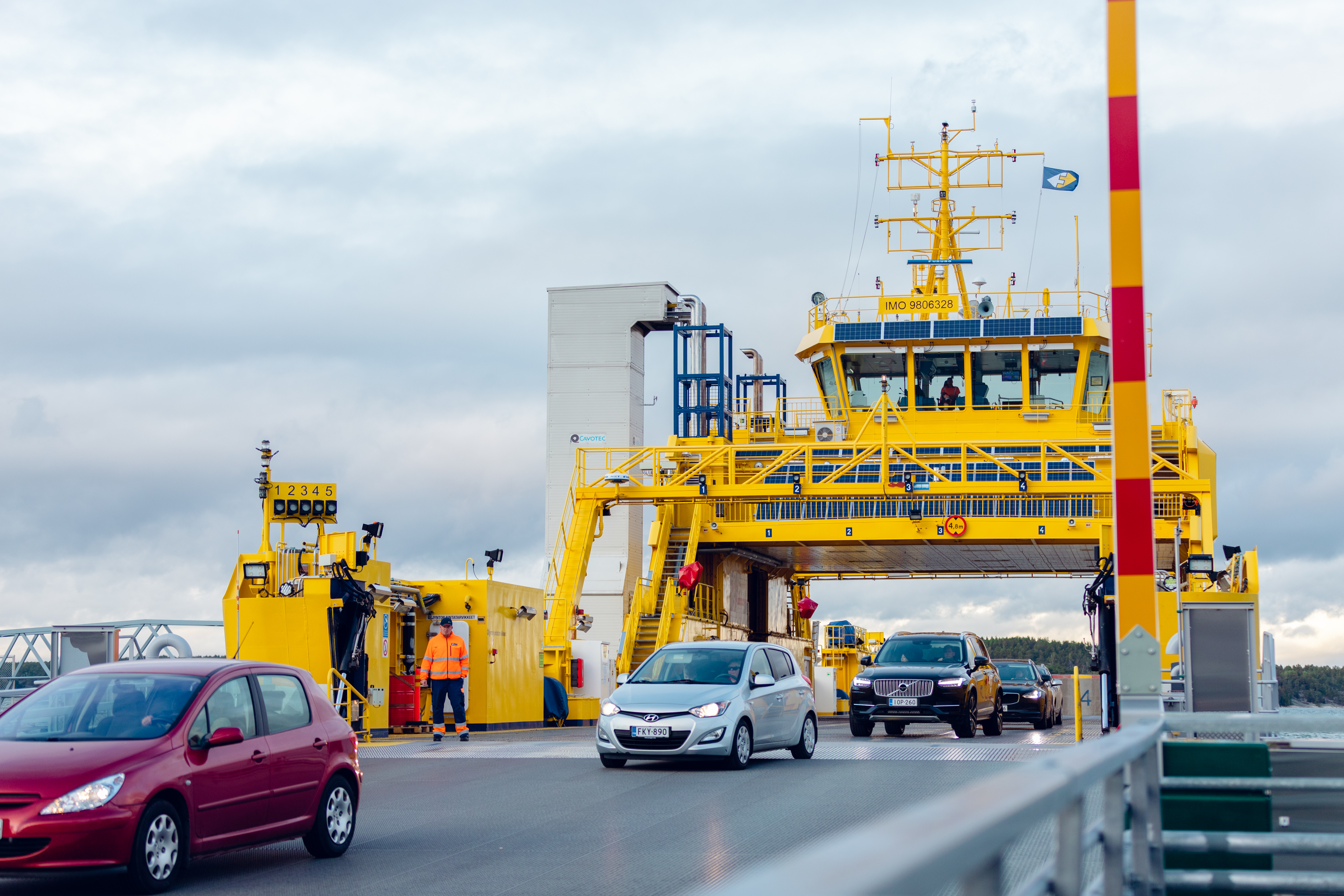
Lehajtanak az autók a kompról

A komp kizárólag elektromos meghajtással működik, két hajócsavarját külön-külön 900 kW teljesítményű motor hajtja. A motorokhoz szükséges áramot általában a hajó összesen 1 MWh kapacitású akkumulátortelepe szolgáltatja, amiket a mólóknál minden alkalommal utántöltenek egy automatikusan csatlakozó rendszerrel.
A téli jeges vízben a komp megnövekedett teljesítményét nem tudja fedezni az akkumulátortelep. Ekkor lépnek működésbe a dízelgenerátorok (3 darab 420 kW teljesítményű egység), amik a szükséges pluszteljesítményt biztosítják.
Az akkumulátorokat vízhűtés segítségével állandó 18 °C hőmérsékleten tartják, ezzel meghosszabbítva az élettartamukat és felgyorsítva a töltés folyamatát. Az akkumulátorokat általában 60-80 százalékos töltöttségi szinten tartották.
A hajót napelemekkel is felszerelték.

## További információ
- 'Elektra': Commercial battery ferries become a reality. (angolul)  Maritime Journal,   (2017. december 5.)  Hozzáférés: 2017. december 10.